# Jeleznița, Sofia-capitala
Jeleznița (în bulgară Железница) este un sat în comuna Stolicina, regiunea Sofia-capitala,  Bulgaria. 

## Demografie
Componența etnică a satului Jeleznița
     Bulgari (94,61%)
     Nicio identificare (5,21%)
     Altele (0,16%)
La recensământul din 2011, populația satului Jeleznița era de 1.783 locuitori. Din punct de vedere etnic, majoritatea locuitorilor (94,61%) erau bulgari. Pentru 5,21% din locuitori nu este cunoscută apartenența etnică.